# Rex Norris
Rex Norris   (18 de juliol de 1899 - Ealing, 17 de setembre de 1980) va ser un jugador d'hoquei sobre herba indi que va competir durant la dècada de 1920. Era el pare de Richard Norris, medallista als Jocs de 1952.
El 1928 va prendre part en els Jocs Olímpics d'Amsterdam, on va guanyar la medalla d'or com a membre de l'equip indi en la competició d'hoquei sobre herba.
En retirar-se com a jugador exercí d'entrenador de la selecció nacional neerlandesa (1954 a 1956), italiana i mexicana.